# Grand Junction (Colorado)
Grand Junction è un centro abitato (city) degli Stati Uniti d'America, situato nella contea di Mesa, della quale è capoluogo, nello Stato del Colorado. Nel censimento del 2020 la popolazione era di 65.560 abitanti, il che ne fa la 17ª città più popolosa del Colorado, e la più popolosa del Colorado occidentale.

## Descrizione
Grand Junction si trova a 398 km ad ovest-sudovest del Campidoglio di Denver; la città viene amministrata tramite un consiglio cittadino eletto. È un importante centro commerciale e nodo per i trasporti all'interno dell'estesa area tra il Green River e lo spartiacque continentale, e la maggiore città del Colorado al di fuori del Front Range Corridor.
La città si trova lungo il fiume Colorado, alla sua confluenza con il Gunnison, che arriva da sud. "Grand" fa riferimento allo storico Grand River, che cambiò nome in "Upper Colorado" nel 1921. "Junction" fa riferimento alla confluenza tra i fiumi Colorado e Gunnison; per questo, spesso viene chiamata anche "River City", città dei fiumi. Si trova presso il punto medio della valle arcuata lunga 48 km e conosciuta come Grand Valley; dal XIX secolo è al centro di una regione produttrice di frutta. La valle fu a lungo occupata dal popolo Ute, e dalle prime culture indigene; non venne colonizzata dai contadini europei ed americani fino agli anni 1880. A partire dal tardo XX secolo, l'area presenta un'alta densità di aziende vinicole.
Il Colorado National Monument, una serie unica di canyon e mesa, sovrasta la città da ovest; gran parte dell'area è circondata dalle terre federali gestite dal Bureau of Land Management. L'Interstate 70 collega la città ad est fino a Glenwood Springs e a Denver, e ad ovest verso Green River; Salt Lake City può essere raggiunta da ovest con la I-70 e la U.S. Route 6. La I-70 e la I-15 collegano anche la città a Las Vegas.

## Storia
Nel settembre 1881 l'ex Territorio Indiano degli Ute venne abolito e gli Ute furono spostati in una riserva, così che il governo degli Stati Uniti potesse aprire l'area ai coloni. George Addison Crawford (1827–91), originario della Contea di Clinton (Pennsylvania), acquistò subito un pezzo di terra; il 22 luglio 1882 incorporò la città di Grand Junction e piantò la prima vigna del Colorado presso Palisade, il che portò l'area ad essere conosciuta come "Colorado Wine Country". Grand Junction ha anche una storia fatta di pistoleri e minatori, che furono tra i primi coloni che si spostarono nel sud-ovest americano.

## Geografia fisica
Secondo i rilevamenti dell'United States Census Bureau, Grand Junction si estende su una superficie di 80,5 km².

## Infrastrutture e trasporti
La città è servita dall'Aeroporto Regionale di Grand Junction con collegamenti giornalieri per Dallas, Denver, Las Vegas e Phoenix e con collegamenti stagionali per Chicago-O'Hare e Los Angeles.
La cittadina è inoltre servita dalle seguenti strade:
- Interstate 70, da Cove Fort, in Utah a Baltimora, nel Maryland. Connette Grand Junction a Denver, Kansas City e Columbus.